# تومويا أوتشيدا
تومويا أوتشيدا (باليابانية: 内田 智也) (مواليد 10 يوليو 1983)، هو لاعب كرة قدم ياباني سابق كان يلعب كلاعب وسط.

## وصلات خارجية
- تومويا أوتشيدا على موقع رابطة كرة القدم اليابانية للمحترفين (اليابانية)
- تومويا أوتشيدا على موقع قاعدة بيانات كرة القدم.إي يو (الإنجليزية)
- تومويا أوتشيدا على موقع Soccerway.com (الإنجليزية)
- تومويا أوتشيدا على موقع عالم كرة القدم.نت (الإنجليزية)
- تومويا أوتشيدا على موقع كووورة